# Région de bien-être de Finlande centrale
La région de bien-être de Finlande centrale (en finnois : Keski-Suomen hyvinvointialue) est un organisme public indépendant des municipalités et de l'État chargé des services sociaux, de santé et de secours en Finlande centrale.
C'est l'une des 23 régions de bien-être de Finlande.

## Municipalités
La région compte 22 municipalités, dont 6 villes.
- Hankasalmi
- Joutsa
- Jyväskylä
- Jämsä
- Kannonkoski
- Karstula
- Keuruu
- Kinnula
- Kivijärvi
- Konnevesi
- Kyyjärvi
- Laukaa
- Luhanka
- Multia
- Muurame
- Petäjävesi
- Pihtipudas
- Saarijärvi
- Toivakka
- Uurainen
- Viitasaari
- Äänekoski

La ville de Jämsä qui fait partie du district hospitalier de Pirkanmaa rejoindra la région de bien-être de Finlande centrale le 1er janvier 2023.

## Politique et administration
Les élections régionales finlandaises de 2022 ont eu lieu le 23 janvier 2022 afin de désigner pour la première fois les 69 conseillers régionaux élus pour 3 ans pour administrer la région de services du bien-être de Finlande centrale.
La répartition des voix et des sièges sont les suivantes :
| Parti                           | Parti                           | Voix   | %    | Sièges |
| ------------------------------- | ------------------------------- | ------ | ---- | ------ |
|                                 | Parti social-démocrate          | 23 050 | 22,0 | 16     |
|                                 | Vrais Finlandais                | 10 778 | 10,3 | 7      |
|                                 | Parti de la coalition nationale | 16 645 | 15,9 | 11     |
|                                 | Parti du centre                 | 26 629 | 25,4 | 18     |
|                                 | Ligue verte                     | 10 037 | 9,6  | 7      |
|                                 | Alliance de gauche              | 61     | 8,7  | 6      |
|                                 | Parti populaire suédois         | 12 564 | 0,1  | 0      |
|                                 | Chrétiens-démocrates            | 5 513  | 5,3  | 3      |
|                                 | Mouvement maintenant            | 983    | 0,9  | 0      |
|                                 | Le pouvoir appartient au peuple | 1 336  | 1,3  | 1      |
| Sources: tulospalvelu.vaalit.fi |                                 |        |      |        |